# Jak nie zwariować z tatą
Jak nie zwariować z tatą (ang. Surviving Jack) – amerykański, serial telewizyjny, komediowy wyprodukowany przez Warner Bros. Television oraz Doozer. 9 maja 2013 roku, FOX zamówiła serial na sezon 2013/2014 roku. Serial jest telewizyjną adaptacją książki I Suck at Girls – Justina Halperna. Scenariusz serialu opracowali: Justin Halpern i Patrick Schumacker 13 stycznia 2014 roku, FOX potwierdziła datę premiery serialu, którą zaplanowano na 27 marca 2014 roku 7 maja 2014 roku, stacja Fox ogłosiła anulowanie serialu Surviving Jack.

## Fabuła
Akcja serialu rozgrywa się w południowej Kalifornii w 1991 roku i koncentruje się na Jacku Dunlevy, byłym wojskowym i rozsądnym facecie, który zostaje pełnoetatowym rodzicem, gdy jego żona postanawia iść do szkoły prawniczej. Przyjmuje niekonwencjonalne podejście do trzymania w ryzach swoich dzieci, chłopca Frankiego i dziewczynki Rachel.

## Obsada
- Christopher Meloni jako Jack Dunlevy[4]
- Rachael Harris jako Joanne Dunlevy[5]
- Connor Buckley jako Frankie Dunlevy[6]
- Claudia Lee jako Rachel Dunlevy[6]
- Kevin Hernandez jako George
- Tyler Foden jako Mikey

## Role drugoplanowe
- Oscar Nunez jako Lon[7]

## Odcinki
| Sezon | Sezon | Odcinki | Oryginalna emisja | Oryginalna emisja | Oryginalna emisja | Oryginalna emisja | Oryginalna emisja |
| Sezon | Sezon | Odcinki | Premiera sezonu   | Finał sezonu      | Premiera sezonu   | Finał sezonu      |                   |
| ----- | ----- | ------- | ----------------- | ----------------- | ----------------- | ----------------- | ----------------- |
|       | 1     | 8       | 27 marca 2014     | 8 maja 2014       | 15 lipca 2014     | 30 sierpnia 2014  |                   |

### Sezon 1 (2014)
| Nr | # | Tytuł                         | Reżyseria         | Scenariusz                         | Premiera FOX                   | Premiera HBO Comedy |
| -- | - | ----------------------------- | ----------------- | ---------------------------------- | ------------------------------ | ------------------- |
| 1  | 1 | Pilot                         | Victor Nelli, Jr. | Justin Halpern, Patrick Schumacker | 27 marca 2014                  | 15 lipca 2014       |
| 2  | 2 | Gonna Make You Sweat          | Joe Nussbaum      | Jim Brandon, Brian Singleton       | 3 kwietnia 2014                | 16 lipca 2014       |
| 3  | 3 | How Do You Talk To An Angel   | Ken Whittingham   | Bill Callahan                      | 10 kwietnia 2014               | 17 lipca 2014       |
| 4  | 4 | Rhythm is a Dancer            | Michael McDonald  | Zack Rosenblatt                    | 17 kwietnia 2014               | 22 lipca 2014       |
| 5  | 5 | Something to Talk About       | Roger Kumble      | Emily Heller                       | 24 kwietnia 2014               | 23 lipca 2014       |
| 6  | 6 | She Drives Me Crazy           | John Putch        | Corinne Marshall                   | 1 maja 2014                    | 24 lipca 2014       |
| 7  | 7 | Parents Just Don’t Understand | Michael Weaver    | Sierra Teller Ornelas              | 8 maja 2014                    | 29 sierpnia 2014    |
| 8  | 8 | Smells Like Teens Spirit      | James Hayman      | Justin Halpern, Justin Schumacker  | 24 września 2014 Nowa Zelandia | 30 sierpnia 2014    |